# 2006-os US Open (tenisz)
A 2006-os US Open az év negyedik Grand Slam-tornája, a US Open 126. kiadása. New Yorkban, a Flushing Meadows kemény borítású pályáin rendezték meg augusztus 28. és szeptember 10. között.
A férfiak címvédője Roger Federer immár harmadik US Open győzelmét szerezte meg, a döntőben az amerikai Andy Roddickot legyőzve. A nőknél Marija Sarapova lett a bajnok, miután a döntőben, két szettes mérkőzésen verte a 2003-as győztes Justine Henint.

Ana Ivanović

## Döntők

### Férfi egyes
Roger Federer -   Andy Roddick  6-2 4-6 7-5 6-1

### Női egyes
Marija Sarapova -  Justine Henin-Hardenne 6-4 6-4

### Férfi páros
Martin Damm/ Lijendar Pedzs  -  Jonas Björkman/ Makszim Mirni   6-7 (5) 6-4 6-3

### Női páros
Nathalie Dechy/ Vera Zvonarjova -  Gyinara Szafina/ Katarina Srebotnik 7-6(5) 7-5

### Vegyes páros
Bob Bryan/ Martina Navratilova  -  Martin Damm/ Květa Peschke   6-2 6-3

## Juniorok

### Fiú egyéni
Dušan Lojda –  Peter Polansky 7-6(7–4), 6-3

### Lány egyéni
Anasztaszija Pavljucsenkova –  Tamira Paszek 3-6, 6-4, 7-5

### Fiú páros
Jamie Hunt /  Nathaniel Schnugg –  Jarmere Jenkins/ Austin Krajicek 6-3, 6-3

### Lány páros
Mihaela Buzărnescu /  Ioana Raluca Olaru –  Sharon Fichman/ Anasztaszija Pavljucsenkova 7-5, 6-2